# Martin Zirnbauer
Martin R. Zirnbauer (Moosburg an der Isar, 25 de abril de 1958) é um físico alemão.
É professor de física teórica na Universidade de Colônia.
Zirnbauer estudou na Universidade Técnica de Munique e na Universidade de Oxford, onde obteve o PhD em 1982. Em 1987 foi chamado para a Universidade de Colônia, com 29 anos de idade, e em 1996 tornou-se catedrático

## Condecorações
Em 2009 recebeu o Prêmio Gottfried Wilhelm Leibniz da Deutsche Forschungsgemeinschaft (DFG), que lhe disponibilizou para os 7 anos seguintes € 2,5 milhões. Em 2012 recebeu a Medalha Max Planck.